# Prosopocera submaculosa
Prosopocera submaculosa är en skalbaggsart som beskrevs av Hunt och Stefan von Breuning 1955. Prosopocera submaculosa ingår i släktet Prosopocera och familjen långhorningar. Inga underarter finns listade i Catalogue of Life.